# Pippi geht von Bord
Pippi geht von Bord (auch: Die Neuesten Abenteuer von Pippi Langstrumpf: Pippi geht von Bord) ist ein schwedisch-deutscher Kinderfilm aus dem Jahr 1969.
Astrid Lindgren schrieb das Drehbuch, basierend auf ihren Pippi-Langstrumpf-Romanen. Regie führte Olle Hellbom.
Der Film startete am 31. Oktober 1969 in den westdeutschen Kinos. Er wurde aus Episoden der Fernsehserie Pippi Langstrumpf zusammengeschnitten.

## Handlung
Pippi hat sich entschlossen, bei Tommy und Annika zu bleiben, nachdem sie sieht, wie traurig beide sind. Daher geht sie wieder von Bord der Hoppetosse, dem Schiff ihres Vaters. Dieser gibt ihr noch einen Koffer mit Gold, auf den es die beiden Gauner Donner-Karlsson und Blom abgesehen haben. Frau Prysselius versucht weiterhin, Pippi zu überreden, in ein Kinderheim zu gehen.
Indes erleben die drei Freunde viele weitere Abenteuer. Da wären z. B. Pippis „Krummelus-Pillen“. Denn Pippi, Tommy und Annika wollen nie groß werden, und genau das sollen diese Pillen mit dem richtigen Zauberspruch verhindern können.
Später spielen die drei Freunde ein von Pippi erfundenens Spiel namens „Sachensuche“. Pippi erklärt ihnen, wenn man nur offen genug durch die Welt ginge, könne man viele schöne Sachen entdecken. Und so findet sie viele „Schätze“ wie z. B. einen alten, verrosteten Eimer sowie den schlafenden Bürgermeister.
Eines Tages erzählen Tommy und Annika Pippi davon, was für tolle Sachen sie doch in der Schule machen und wie viele Ferien sie haben. Da sich Pippi beschwert, nie Ferien zu haben, beschließt sie, künftig auch zur Schule zu gehen. Wie zu erwarten hat die Lehrerin dabei ihre Schwierigkeiten mit Pippi. Und auch Pippi merkt, dass die Schule doch nichts für sie ist, und so macht sie nach einem Tag wieder Schluss mit der Schule.
Mit dem Weihnachtsfest endet der Film. Pippi hat für die Kinder im Dorf Geschenke vorbereitet. Doch während diese Weihnachten mit ihren Familien feiern, fühlt sich Pippi einsam in der Villa Kunterbunt. Sie denkt an ihren Vater in der Südsee und an ihre Mutter im Himmel und wünscht ihnen frohe Weihnachten. Am Ende bringen Tommy, Annika und die anderen Kinder Pippi gemeinsam ihr Weihnachtsgeschenk: Eine Trompete.

## Synchronisation
Die deutsche Synchronfassung entstand bei der Beta-Technik Gesellschaft für Filmbearbeitung mbH, München. Helmut Harun führte Dialogregie. Die deutschen Schauspieler sprachen sich selbst. Für die Serie, aus der der Film zusammengeschnitten wurde, musste eine neue Synchronfassung angefertigt werden, bei der die Rollen teilweise umbesetzt wurden.
| Rolle             | Darsteller       | Synchronsprecher  |
| ----------------- | ---------------- | ----------------- |
| Pippi Langstrumpf | Inger Nilsson    | Andrea L’Arronge  |
| Annika            | Maria Persson    | Claudia Quilling  |
| Tommy             | Pär Sundberg     | Eva Mattes        |
| Mutter Settergren | Öllegård Wellton | Helga Trümper     |
| Vater Settergren  | Fredrik Ohlsson  | Ulrich Bernsdorff |
| Polizist Klang    | Göthe Grefbo     | Bruno W. Pantel   |
| Polizist Kling    | Ulf G. Johnsson  | Eberhard Mondry   |

## Zensur
Im ZDF wird inzwischen nur noch eine zensierte Version gezeigt. Eine Einstellung, in der Pippi Langstrumpf die Augenwinkel nach oben zieht, um wie eine Chinesin auszusehen, ist dabei herausgekürzt. Im schwedischen Fernsehen wird die entsprechende Szene der TV-Serie ebenfalls zensiert. Zudem wurde mehrfach im Film das Wort "Neger" herausgeschnitten.

## Kritiken
„Liebevolle Umsetzung der fantastischen Buchvorlage.“

„Liebevolle Umsetzung der großartigen Vorlage, für die Astrid Lindgren selbst das Drehbuch schrieb.“

„Einmal mehr überzeugt die junge Inger Nilsson als rotzfreche Göre, die sich von nichts und niemandem in ihr Leben hereinreden lässt.“

„Brauchbare Kinokinderkost.“

„Erste Fortsetzung der Abenteuer Pippi Langstrumpfs, die wie aus Resten des ersten Teils zusammengestückelt wirkt. Optisch und inszenatorisch einfallslos und ermüdend langweilig.“